# Cmentarz wojenny nr 209 – Glów
Cmentarz wojenny nr 209 – Glów – austriacki cmentarz wojenny z okresu I wojny światowej wybudowany przez Oddział Grobów Wojennych C. i K. Komendantury Wojskowej w Krakowie na terenie jego okręgu VIII Brzesko.

## Lokalizacja
Cmentarz znajduje się w centrum miejscowości Glów w małopolskiej gminie Radłów, w powiecie tarnowskim. Położony jest przy wale przeciwpowodziowym na lewym brzegu Dunajca.

## Opis
Nekropolia zajmuje powierzchnię ok. 6 arów. Wybudowano ją na planie pięciokąta według projektu Roberta Motki. Metalowa brama wejściowa znajduje się od strony zachodniej.
Pomnik centralny ma kształt ściętej piramidy na której szczycie umieszczono betonowy krzyż. Pierwotnie był to krzyż drewniany. Na postumencie znajduje się tablica z niemieckojęzyczną inskrypcją:

1914-1915

+

GETREU IN NOT-

SELIG IM TOD

W tłumaczeniu na język polski: Wierni w potrzebie – błogosławieni w śmierci.
Po obydwu stronach pomnika, w trzech rzędach znajdują się indywidualne groby żołnierzy, oznaczone betonowymi stelami z umieszczonymi na nich metalowymi krzyżami „austriackimi” „niemieckimi” i „rosyjskimi”. Podczas któregoś z remontów przymocowano oderwane krzyże nie zwracając uwagi na narodowość pochowanego żołnierza i tak zdarzyło się, że na kamieniu nagrobnym nieznanego rosyjskiego żołnierza przymocowano krzyż wzoru niemieckiego. Zachowała się większość tabliczek imiennych.

## Pochowani
Na cmentarzu pochowano 27 żołnierzy austro-węgierskich, 16 żołnierzy niemieckich oraz 14 żołnierzy rosyjskich. Spoczywają w jednej mogile zbiorowej i 55 grobach pojedynczych. Polegli w latach 1914–1915.

Cmentarz wojenny nr 209
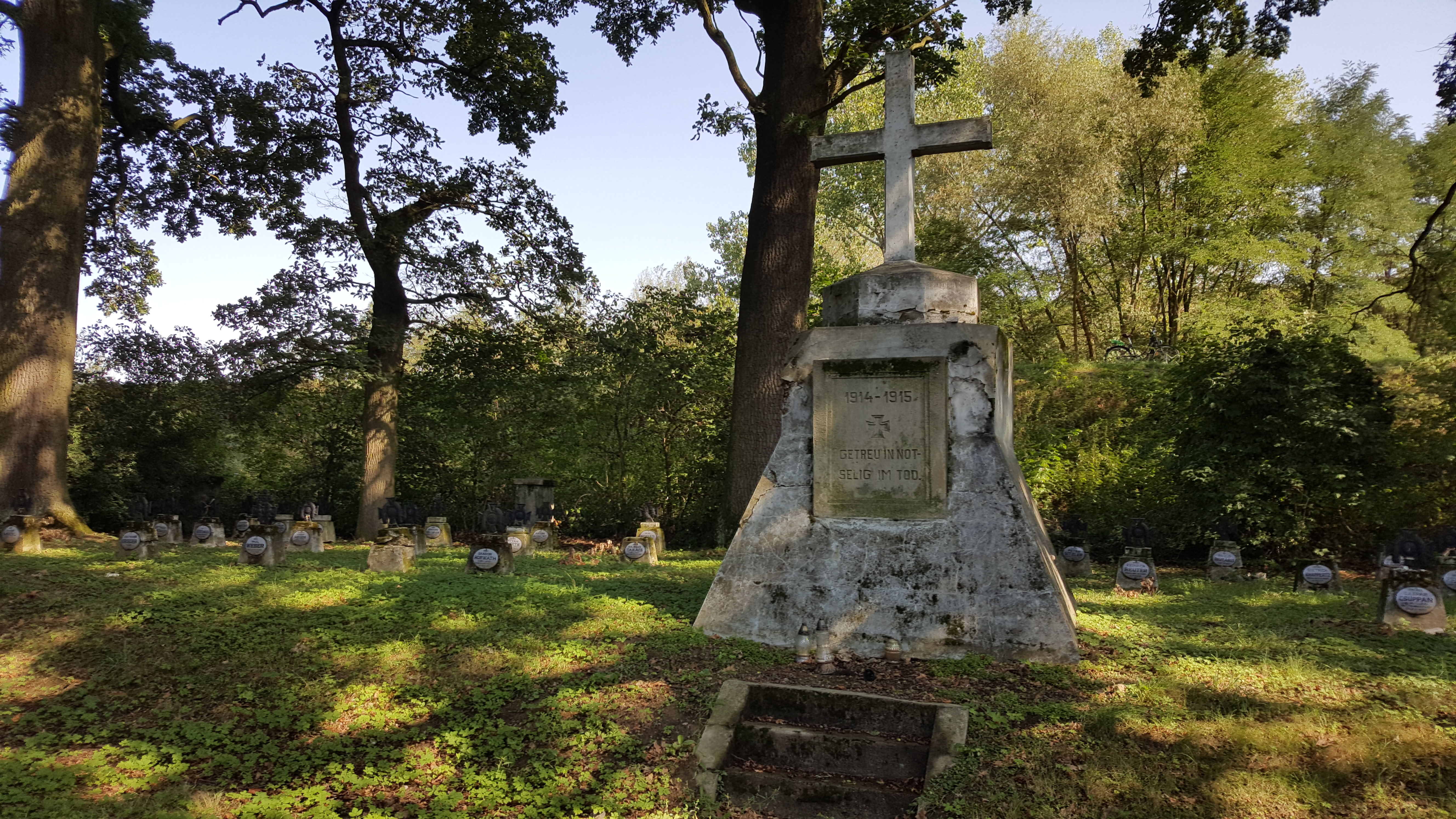
Pomnik centralny
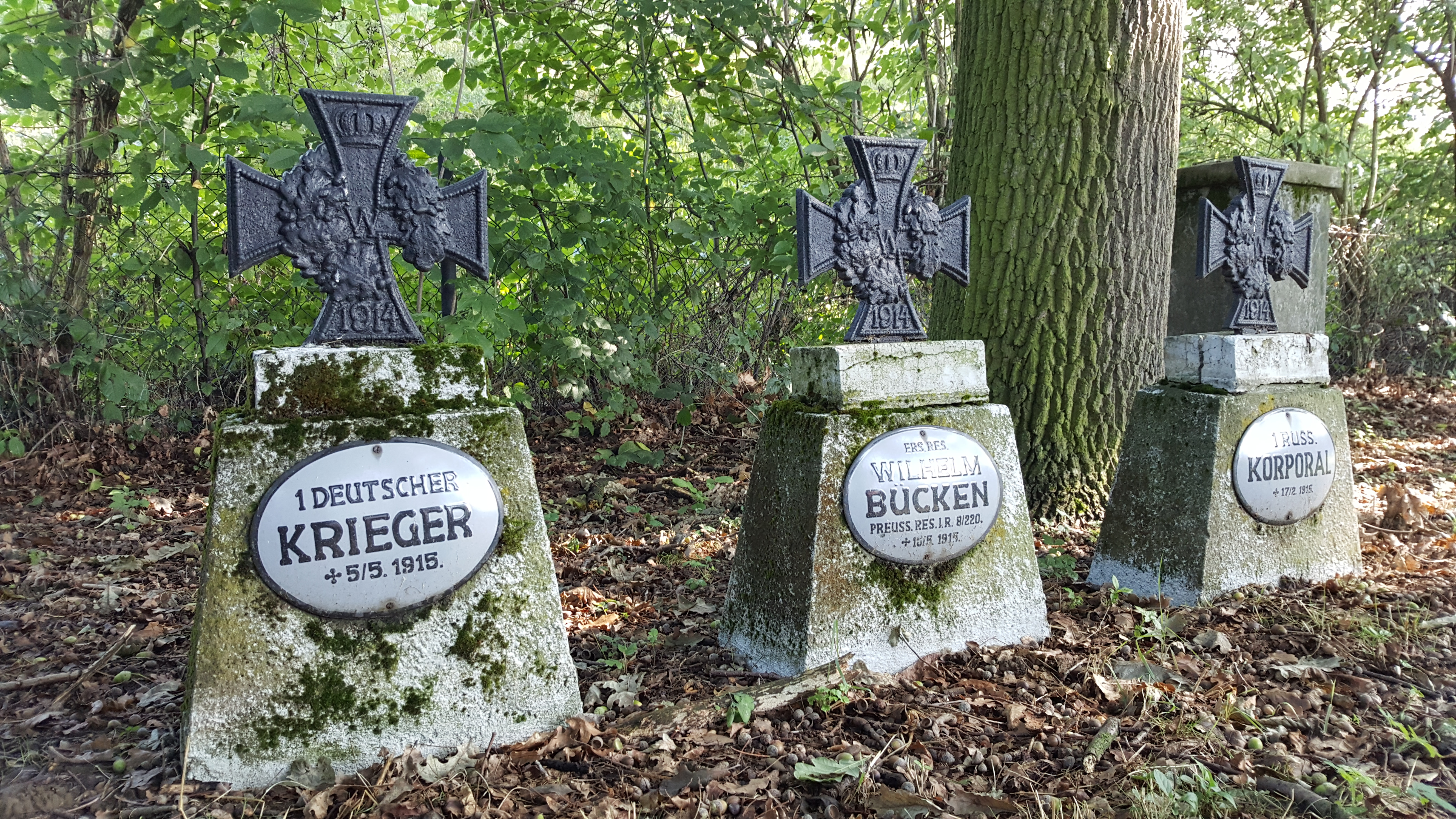
Nagrobki z krzyżem „austriackim”
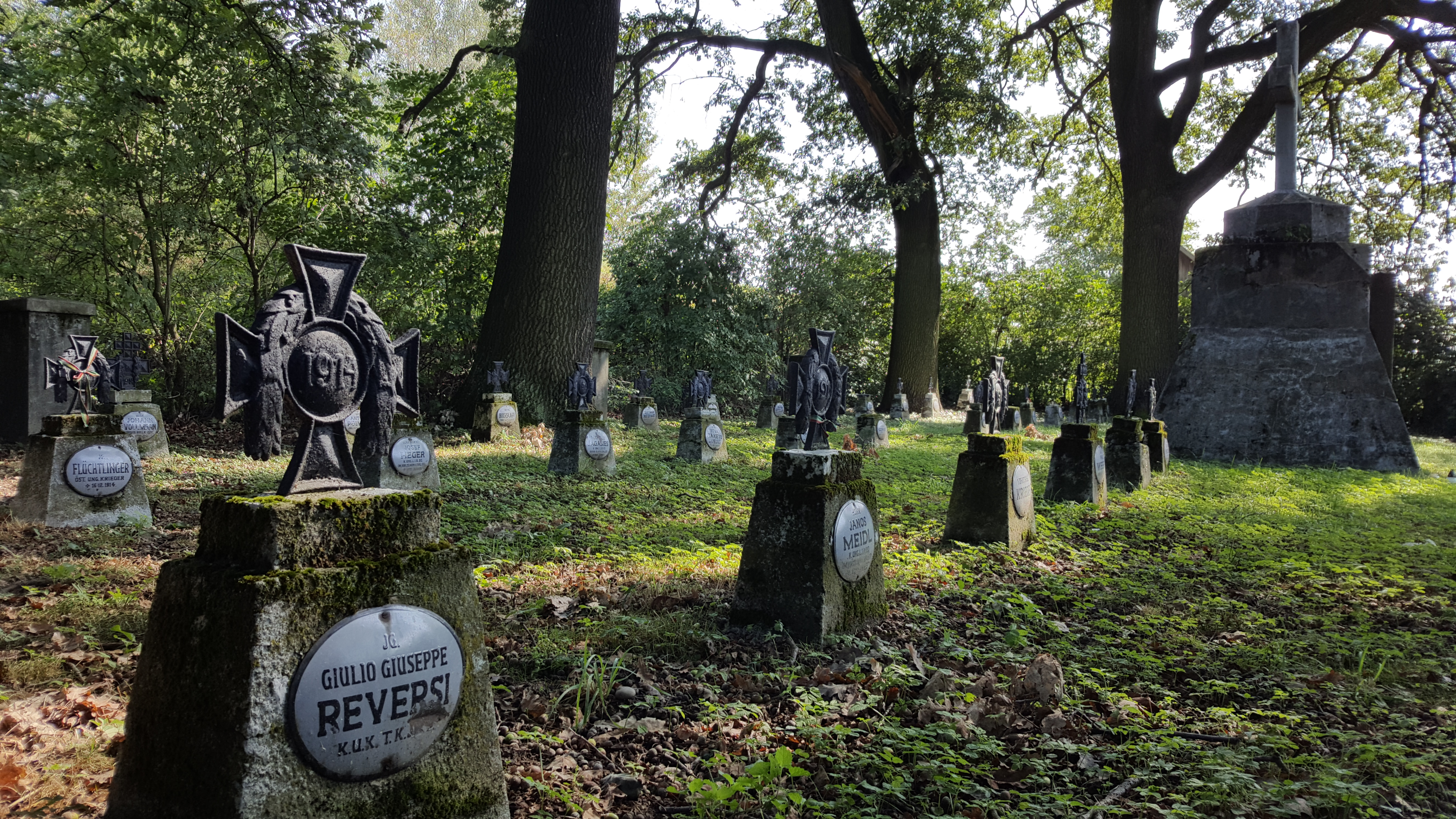
Północna część cmentarza